# Anton Jantl
Anton Jantl (* 1723 in Graz; † 7. Mai 1805 ebenda) war ein österreichischer Maler.

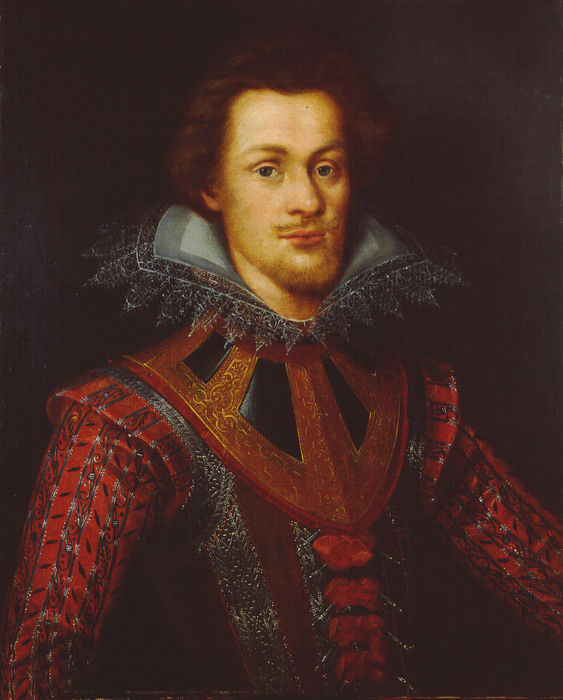
Hans Ulrich von Eggenberg

## Werke
- Um 1773/74 entstand ein spätbarockes Hochaltarblatt der Geburt Christi für die Katholische Pfarrkirche Pinkafeld im Burgenland.
- 1776 malte er ein Hochaltarbild des hl. Bartholomäus für die Pfarrkirche Bad Gams in der Steiermark.
- Um 1780/1790 entstand ein Hochaltarbild mit dem Motiv der Mantelspende des hl. Martin in der Pfarrkirche Riegersburg in der Steiermark.
- 1783 malte er ein Hochaltarblatt, das den Apostel Thomas darstellt. Es ist in der Pfarrkirche St. Thomas im Walde in Unterpremstätten in der Steiermark.
- 1790 schuf er ein Altarblatt mit dem Motiv der Unbefleckten Empfängnis in der Pfarrkirche Unbefleckte Empfängnis in Tobelbad in der Steiermark.
- 1791 entstanden Seitenaltarbilder in der Wallfahrtskirche Maria Heilbrunn im Kirchweiler Heilbrunn, Steiermark.
- 1792 malte er das rechte Seitenaltarbild mit dem Motiv Geburt Christi in der Pfarrkirche hl. Laurentius in Übelbach in der Steiermark.
- 1797 Hochaltarbild Maria Magdalena in der Pfarrkirche Sankt Magdalena am Lemberg
- Außerdem schuf er ein Porträt von Hans Ulrich von Eggenberg nach dem Vorbild des Malers Franz Anton Palko;[1] es befindet sich im Universalmuseum Joanneum in Graz.